# Contre-la-montre par équipes de cyclisme sur route aux Jeux olympiques d'été de 1988
Navigation
Los Angeles 1984 Barcelone 1992
Le 100 km contre-la-montre par équipes de cyclisme sur route aux Jeux olympiques d'été de 1988, a lieu le 18 septembre 1988 dans les rues de Paju.

## Résultats
| Rang                                | Cyclistes                                                             | Pays                 | Temps             |
| ----------------------------------- | --------------------------------------------------------------------- | -------------------- | ----------------- |
| Médaille d'or, Jeux olympiques      | Jan Schur Uwe Ampler Mario Kummer Maik Landsmann                      | Allemagne de l'Est   | 1 h 57 min 47 s 7 |
| Médaille d'argent, Jeux olympiques  | Andrzej Sypytkowski Joachim Halupczok Zenon Jaskuła Marek Leśniewski  | Pologne              | 1 h 57 min 54 s 2 |
| Médaille de bronze, Jeux olympiques | Michel Lafis Anders Jarl Björn Johansson Jan Karlsson                 | Suède                | 1 h 59 min 47 s 3 |
| 4                                   | Laurent Bezault Éric Heulot Pascal Lance Thierry Laurent              | France               | 1 h 59 min 49 s 8 |
| 5                                   | Roberto Maggioni Eros Poli Mario Scirea Flavio Vanzella               | Italie               | 1 h 59 min 58 s 3 |
| 6                                   | Ernst Christl Bernd Gröne Rajmund Lehnert Remig Stumpf                | Allemagne de l'Ouest | 2 h 00 min 06 s 3 |
| 7                                   | Vasyl Zhdanov Viktor Klimov Assiat Saitov Igor Sumnikov               | Union soviétique     | 2 h 00 min 27 s 0 |
| 8                                   | Vladimír Hrůza Vladimír Kinšt Milan Křen Jozef Regec                  | Tchécoslovaquie      | 2 h 00 min 57 s 1 |
| 9                                   | Stephen Fairless Bruce Keech Clayton Stevenson Scott Steward          | Australie            | 2 h 02 min 24 s 6 |
| 10                                  | Norm Alvis Jim Copeland Tony Palmer Andy Paulin                       | États-Unis           | 2 h 02 min 35 s 7 |
| 11                                  | Tom Cordes Gerrit de Vries Maarten den Bakker Michel Zanoli           | Pays-Bas             | 2 h 03 min 28 s 4 |
| 12                                  | Brian Fowler Greg Fraine Paul Leitch Gavin Stevens                    | Nouvelle-Zélande     | 2 h 03 min 48 s 7 |
| 13                                  | Chris Koberstein David Spears Yvan Waddell Brian Walton               | Canada               | 2 h 04 min 09 s 0 |
| 14                                  | Javier Aldanondo Javier Carbayeda Arturo Gériz José Rodríguez         | Espagne              | 2 h 05 min 11 s 4 |
| 15                                  | Valter Bonča Sandi Papež Robert Šebenik Jože Smole                    | Yougoslavie          | 2 h 05 min 35 s 1 |
| 16                                  | Dietmar Hauer Norbert Kostel Hans Lienhart Mario Traxl                | Autriche             | 2 h 06 min 14 s 5 |
| 17                                  | Guo Longchen Liu Hong Tang Xuezhong Wu Weipei                         | Chine                | 2 h 06 min 22 s 5 |
| 18                                  | Wanderley Magalhães César Daneliczen Cássio Freitas Marcos Mazzaron   | Brésil               | 2 h 07 min 11 s 7 |
| 19                                  | Philip Cassidy Cormac McCann John McQuaid Stephen Spratt              | Irlande              | 2 h 07 min 59 s 7 |
| 20                                  | Phil Bateman Harry Lodge Ben Luckwell David Spencer                   | Grande-Bretagne      | 2 h 08 min 07 s 8 |
| 21                                  | Ángel Noé Alayón Pedro Bonilla Orlando Castillo Julio Cesar Rodríguez | Colombie             | 2 h 10 min 34 s 3 |
| 22                                  | Gabriel Cano Guillermo Gutiérrez Héctor Pérez Rosendo Ramos           | Mexique              | 2 h 12 min 46 s 4 |
| 23                                  | Moustafa Chichi Abas Ismaili Mehrdad Zafarzadeh Syamak Zafarzadeh     | Iran                 | 2 h 15 min 29 s 5 |
| 24                                  | Jo Dok-haeng Lee Jin-ok Park Hyeon-gon Yu Byeong-hun                  | Corée du Sud         | 2 h 16 min 16 s 9 |
| 25                                  | Hui Chak Bor Hung Chung Yam Leung Hung Tak Yu Kau Wai                 | Hong Kong            | 2 h 16 min 43 s 6 |
| 26                                  | Óscar Aquino Julio Illescas Victor Lechuga Andrés Torres              | Guatemala            | 2 h 18 min 58 s 7 |
| 27                                  | Nicholas Baker Alfred Ebanks Craig Merren Richard Pascal              | Îles Caïmans         | 2 h 19 min 08 s 0 |
| 28                                  | Mobange Amisi Ndjibu N'Golomingi Pasi Mbenza Kimpale Mosengo          | Zaïre                | 2 h 21 min 37 s 3 |
| 29                                  | Ali Al-Abed Ali Sayyaz sultan Khalifa Naji Sayed                      | Émirats arabes unis  | 2 h 26 min 11 s 3 |
| 30                                  | Dyton Chimzawa Daniel Kaswanga George Nayeja Amadu Yusufu             | Malawi               | 2 h 32 min 37 s 6 |
|                                     | Fitzgerald Joseph Charles Lewis Michael Lewis Earl Theus              | Belize               | Abandon           |

## Sources
- (en) Cet article est partiellement ou en totalité issu de l’article de Wikipédia en anglais intitulé « Cycling at the 1988 Summer Olympics – Men's team time trial » (voir la liste des auteurs).
- Résultats complets